# 廈門灣 (香港)

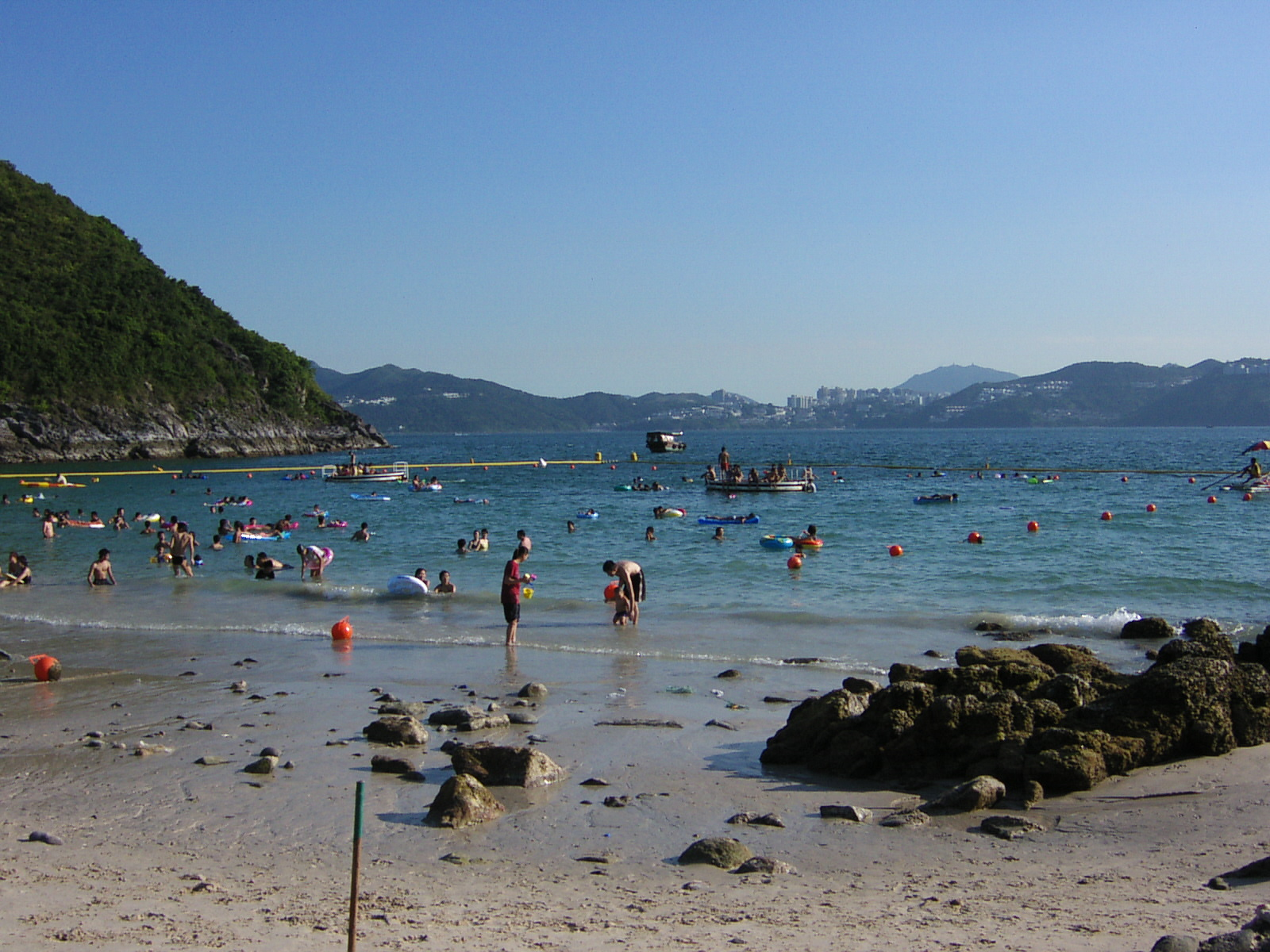
厦门湾的景色

厦门湾（英語：Hap Mun Bay），又名半月灣（Half Moon Bay），位於香港新界西貢區的橋咀洲，以水清沙幼、景色優美而聞名。橋咀洲是一個西貢海中的離岸小島，沒有陸路交通，可於西貢碼頭（或白沙灣碼頭，收費約數十元來回）乘搭街渡前往。雖然交通不便，但每逢假日，仍有不少泳客及遊人前往游泳及遊覽。

## 地名由來
廈門灣是該海灣和海灘的官方名稱，而別名半月灣的說法有二。一，廈門灣形狀呈半月形，故因此而得名。二，當年英國人登陸島上時詢問地名，當地人以回答「廈門」，英人誤以為是「Half Moon」，後來中譯便成了半月。
註: 廈門灣有時又寫作夏門灣，地名來源待攷。

## 現況
廈門灣泳灘是康樂及文化事務署轄下的泳灘之一。海灘設有防鯊網、小食亭、燒烤區、更衣室、淋浴設備、洗手間及浮台，並有救生員值勤。要注意的是，島上沒有淡水供應，淋浴、洗手間的水只為淡化了的海水。廈門灣的露營附近還有橋咀泳灘，設施大致相同，惟泳客遊人較少。
由於地處偏僻，交通不便，到廈門灣泳灘的泳客數目相對較少。以康樂及文化事務署提供的數字顯示，2015年總共有106,320人次到該泳灘，同屬西貢區的熱門泳灘清水灣第二灘同年總人次則為687,190。
廈門灣的露營區近年已被政府取消，而且區內沒有食水供應，不宜露營。
廈門灣是全港十個水質達一級（最好）的泳灘之一。水質長期維持在「良好」級別

## 交通
由於廈門灣位於離岸的橋咀洲，沒有陸路交通，只可於西貢碼頭乘搭街渡前往。船程約20分鐘，旺季來回每人40元，大人小童長者同價。要注意的是，所有街渡會於傍晚7、8時左右停止服務。

## 相片

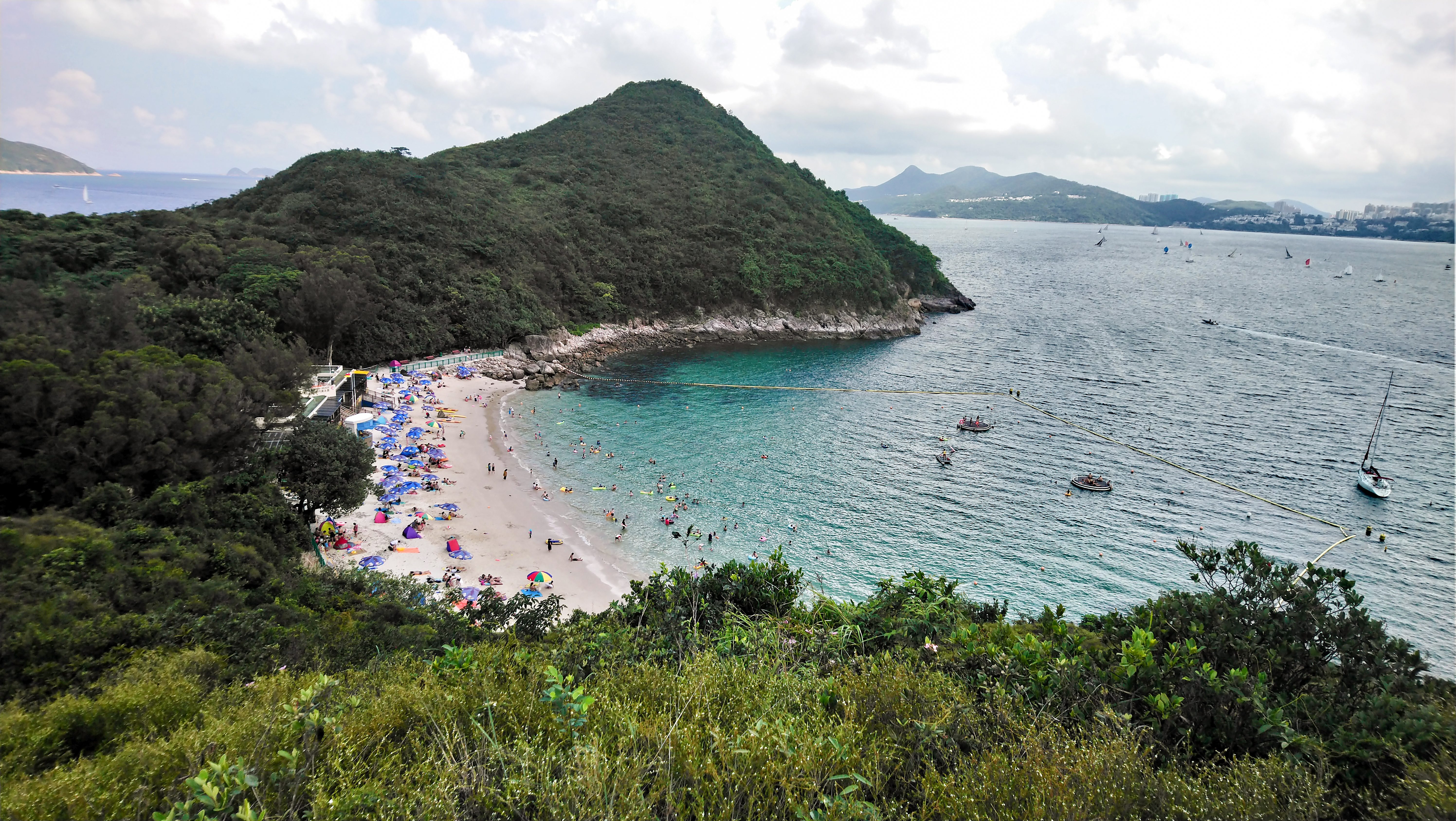
廈門灣
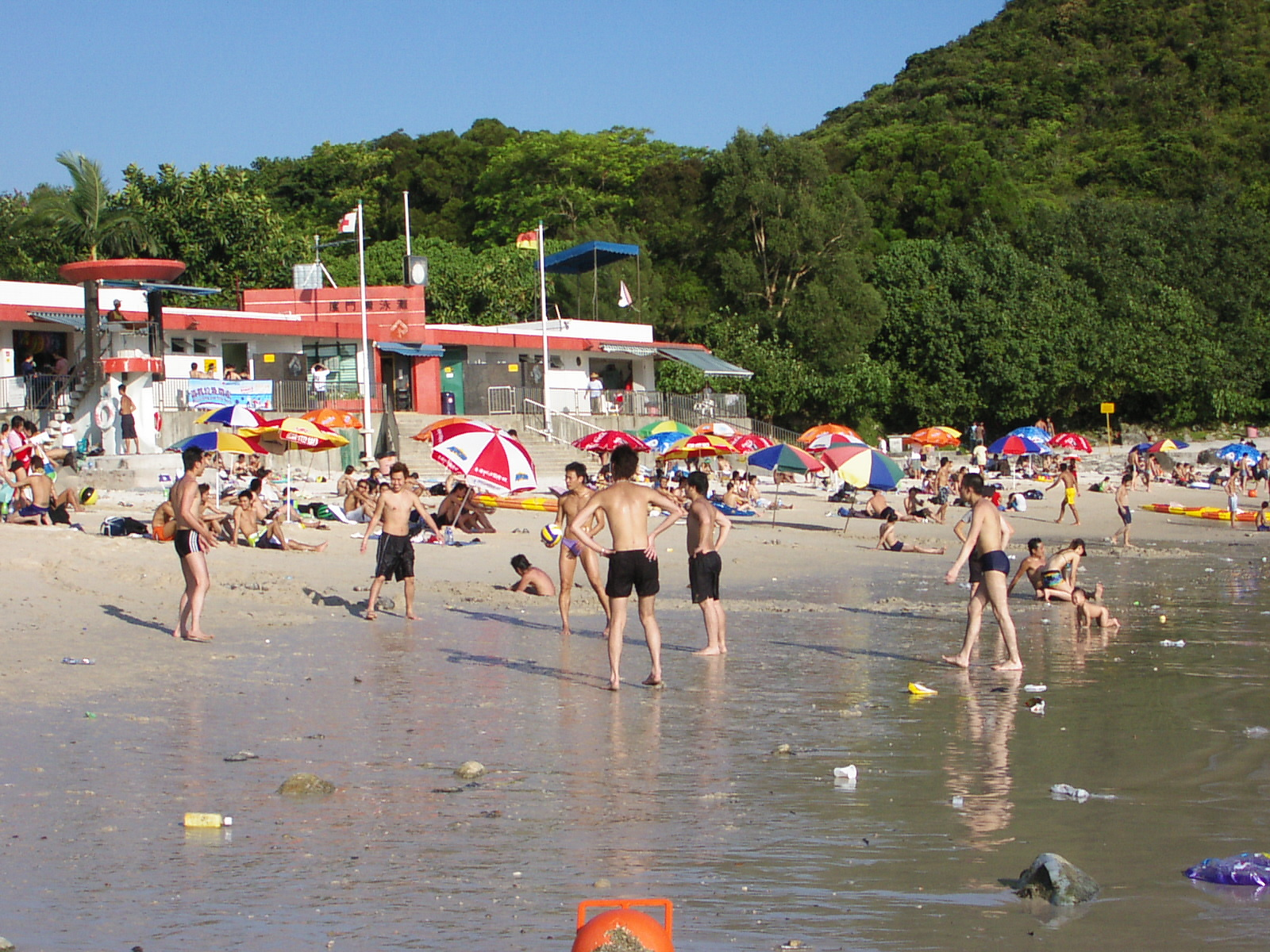
廈門灣的設施及泳客
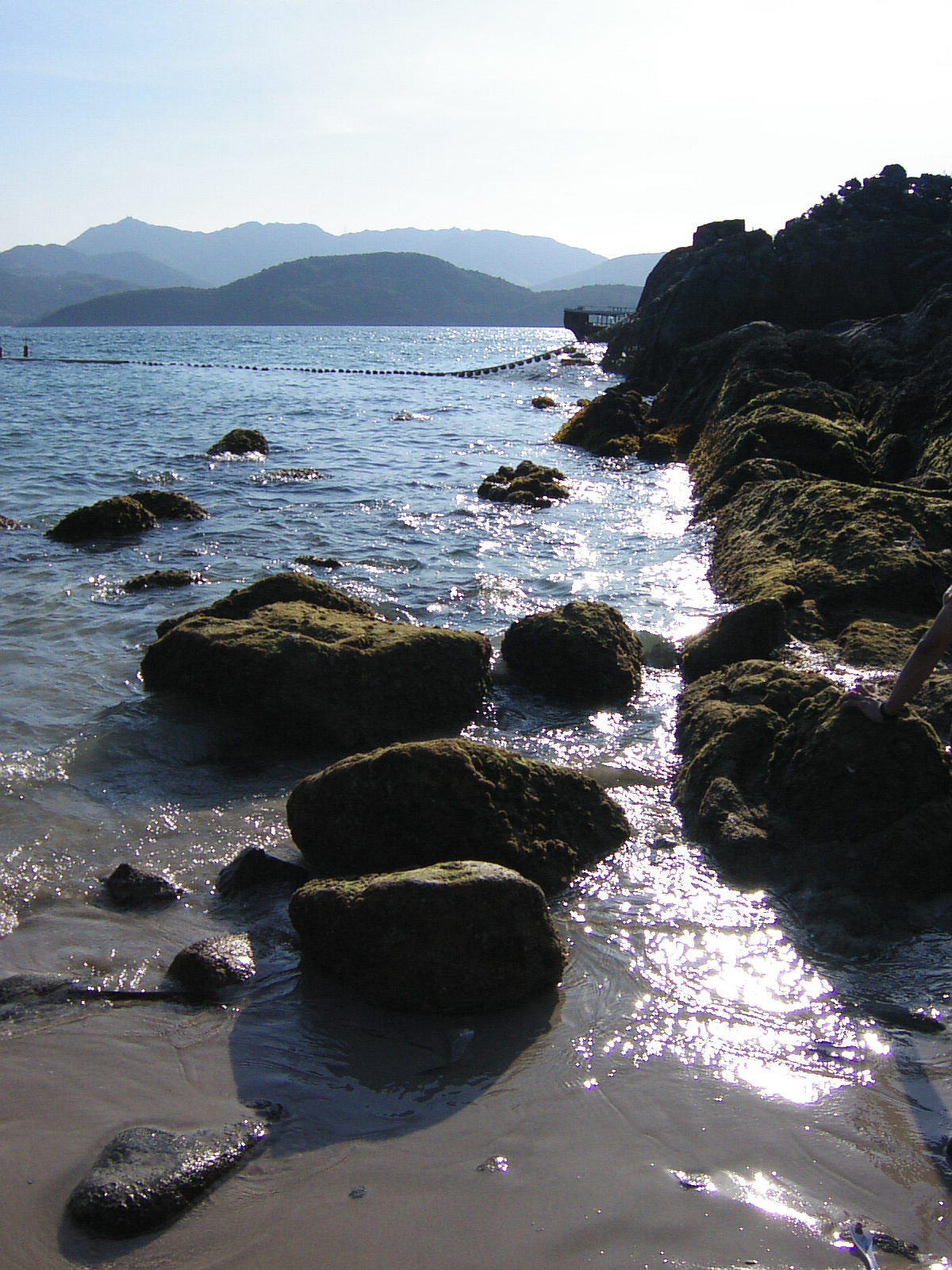
廈門灣的一角（右上角遠處突出部份為碼頭）
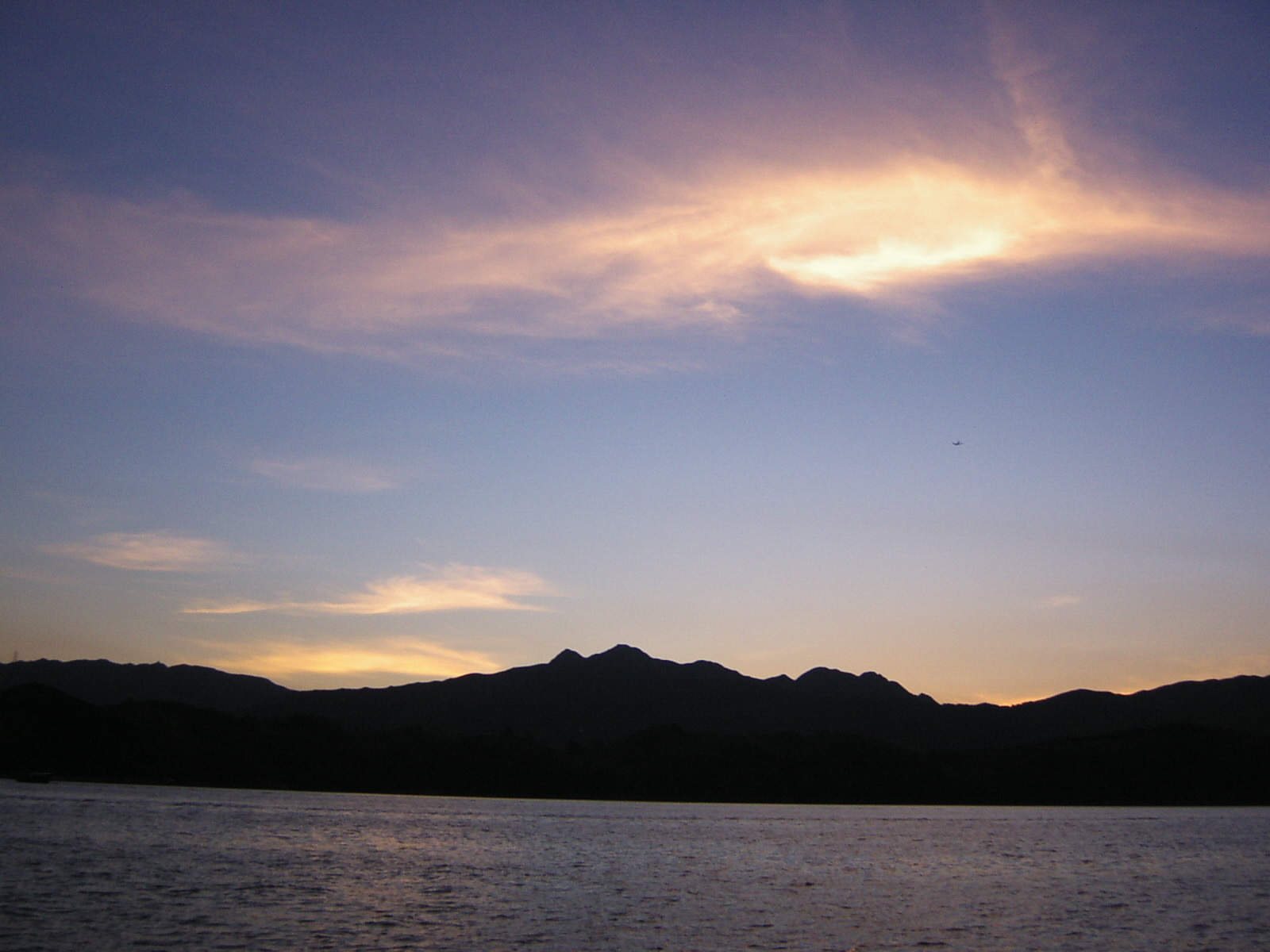
廈門灣的黃昏的景色

## 外部連結
- 橋咀郊野公園 （页面存档备份，存于）
- 廈門灣的泳灘設施 （页面存档备份，存于）